# Pseudonudo

Una estructura pseudonudo en el ARN de la telomerasa humana

Un pseudonudo es una estructura secundaria que pueden formar los ácidos nucleicos, la cual contiene al menos dos estructuras de tallo-bucle en las que la mitad de uno de los tallos está intercalada entre las dos mitades de otro tallo. El pseudonudo fue reconocido por primera vez en el virus del mosaico amarillo del nabo en 1982. Los pseudonudos se doblan en conformaciones tridimensionales en forma de nudo, pero no son verdaderos nudos topológicos.